# Naura El Gargati
Naura El Gargati, née le 27 juillet 1980 à Valence, est une joueuse française de basket-ball.

## Originaire d’un petit village de Bourgogne, Cormatin.
Après quatre années à Tarbes, cette joueuse de devoir (défense-rebond) rejoint Basket Landes à l'été 2013.

## Clubs
| Saisons   | Équipe                    | Pays   |
| 2000-2005 | Dadolle Dijon (NF2-NF1)   | France |
| 2005-2007 | Saint-Amand               | France |
| 2007-2009 | USO Mondeville            | France |
| 2009-2013 | Tarbes GB                 | France |
| 2013-2015 | Basket Landes             | France |
| 2015-     | Toulouse Métropole Basket | France |

## Palmarès
- Vainqueur du Challenge Round 2013[3]

### Clubs
- Championne de France LFB en 2010
- Vainqueur du Challenge Round LFB 2009
- European Championship for Young Women - Qualifying Round 2000 (France)